# حفصة فيصل
حفصة فيصل (مواليد 1993)، هي كاتبة روائية أمريكية، احتلت مؤلفاتها لائحة الأكثر مبيعاً على نيويورك تايمز، وهي أول روائية مُنقبة تصل لهذه اللائحة كانت ضمن لائحة فوربس كأهم ثلاثين شخصية تحت سن الثلاثين عن فئة الفن والأناقة خلال عام 2012 كما أنها مؤسسة شركة «ley Designs» التي تعنى بإنشاء مواقع إلكترونية للمؤلفين وخدمات التصاميم الجميلة للآخرين ولدت حفصة في فلوريدا وترعرعت في كاليفورنيا، وهي تقيم حالياً في تكساس مع زوجها ولديها مكتبةمليئة بالكتب.

## الحياة الشخصية
وُلِدت حفصة فيصل في فلوريدا ونشأت في كاليفورنيا. هي مسلمة أمريكية من أصل سريلانكي وعربي. والداها كلاهما مهاجران مسلمان من سريلانكا. حفصة هي الأكبر بين أربعة أطفال ولها شقيقتان أسماء وعذراء.

## من مؤلفاتها المترجمة للغة العربية
- رواية: «في اعقاب اللهب».

## روابط خارجية
- الموقع الرسمي